# Hanoi Rocks
Hanoi Rocks foi uma banda finlandesa de rock formada em 1979, alcançando o período de maior sucesso no começo dos anos 1980. A banda se separou em 1985 em grande parte devido à morte do baterista Razzle. O vocalista Mike Monroe e o guitarrista Andy McCoy, da formação original se juntaram novamente em 2001, tocando com o nome Hanoi Rocks até 2009.

## Estilo musical
Musicalmente a banda foi influenciada por artistas como os New York Dolls, The Stooges e The Rolling Stones. A música deles funde elementos de blues, punk rock, rock de garagem, glam rock assim como o rock 'n' roll original de Chuck Berry e Little Richard. Os temas das letras variam entre tópicos de amor e suas indas e vindas, e alienação suburbana.
O grupo é considerado o pioneiro do glam metal, sendo assim, influenciando vários conjuntos na década de 80, entre eles o famoso Guns N Roses.

## História

### O início e carreira principal (1979-1985)
O Hanoi Rocks foi formado em Helsinki em 1979 e a primeira formação incluiu o vocalista e saxofonista Michael Monroe (nome artístico de Matti Fagerholm), os guitarristas Nasty Suicide (Jan Stenfors) e Stefan Piesnack, o baixista Nedo além do baterista Peki Sirola. No ano seguinte, Piesnack, Nedo e Sirola foram substituídos por Andy McCoy (Antti Hulkko), Sam Yaffa (Sami Takamäki) e Gyp Casino (Jesper Sporre), respectivamente. Em 1981, eles se mudaram para Estocolmo e em 1982 então para Londres, para tirar vantagem da cena musical muito mais corrida que ocorria nessas cidades. No ano seguinte, Casino foi despedido, sendo substituído por Razzle (Nicholas Dingley).
Apesar da banda nunca ter obtido um grande sucesso comercial, ela possui um significante status cult e aclamação da crítica devido ao som sleaze porém melódico em suas músicas. A banda foi eleita a segunda melhor do ano de 1984, perdendo a primeira posição para o Marillion. O Hanoi Rocks foi citado como uma influência por bandas importantes como Guns N' Roses, Mötley Crüe, Sebastian Bach e Manic Street Preachers. Recentemente, artistas como Fenriz, do Darkthrone, Joey Jordison, do Slipknot e Dave Grohl citaram o Hanoi Rocks como uma importante influência musical em suas carreiras. O relançamento de álbuns do Hanoi Rocks em CD foi possível em partes devido aos esforços do Guns N' Roses, que lançou-os por meio de seu próprio selo, UZI Suicide. Na Finlândia, é considerada a banda finlandesa da época que chegou mais perto da fama internacional, abrindo as portas para bandas futuras como Nightwish, Sonata Arctica, Children of Bodom e HIM.
Em 1983, a banda assinou contrato com a CBS Records e pareciam estar começando a ganhar uma aceitação comercial. O quinto álbum de estúdio da banda foi gravado em Janeiro de 1984 com o produtor Bob Ezrin na cidade natal do mesmo, Toronto. Pouco tempo após o lançamento do álbum, um desastre ocorreu, em Dezembro do mesmo ano: Razzle morreu em um acidente automobilístico, dentro de um carro dirigido por Vince Neil, vocalista do Mötley Crüe. Vince foi acusado pela Justiça, sentenciado a um mês de prisão (cumprindo apenas dezenove dias) em segurança mínima, além de ter de pagar uma quantia de 2,6 milhões de dólares à família de Razzle. O baterista foi então substituído por Terry Chimes, baterista do álbum de estreia do The Clash. Sammy Yaffa deixou a banda e foi substituído por René Berg, do Idle Flowers. A banda nunca se recuperou do choque, e então Monroe também deixa o grupo: em Maio de 1985, a banda faz seu último show, no Rockerina Festival, na Polônia. O show é gravado e lançado como um álbum ao vivo ainda em 1985.
Nos quinze anos seguintes, os membros da banda trabalharam em vários projetos de curta duração, e trabalharam com vários artistas, como Stiv Bators, Iggy Pop, e Guns N' Roses. Porém, nenhum desses projetos chegou perto do sucesso de antes.

### Reunião (2001- 2008)
Em 2001, Monroe e McCoy retomaram a banda, juntos a dois membros do Electric Boys, Costello Hautamäki (guitarrista) e Timpa (baixista), além do baterista Lacu, que já havia trabalhado com Monroe no projeto solo do mesmo. Desde então, a banda lançou três álbuns, além de fazer várias turnês desde então, na Europa e Japão.
Nasty Suicide trabalha agora como farmacêutico. Sami Yaffa toca em uma banda chamada Mad Juana junto a sua esposa, Karmen Guy, e a banda têm base em New York. Yaffa atualmente está em turnê e processo de gravação com a reformação do New York Dolls. Sami também fez parte da banda Vasquez, e saiu em turnê com Jesse Malin em 2006. Suicide e Yaffa apareceram no palco durante shows da nova formação do Hanoi Rocks, porém nunca juntos. O single Fashion, do álbum Street Poetry foi lançado em Maio de 2007, atingindo rapidamente a primeira posição nas paradas finlandesas.
Outro single do álbum Street Poetry, "This One's For Rock 'n' Roll" foi lançado para download em alguns sites. O álbum é considerado como seguidor da mesma linha clássica do material da banda nos anos 1980.
Foi anunciado em 26 de Janeiro de 2008 que o baterista Lacu estava prestes a deixar a banda, logo após a turnê na Europa. O substituto foi anunciado em 4 de Julho do mesmo ano: o sueco George Atlagic.

### Segunda separação (2009)
No dia 21 de Outubro de 2008, o Hanoi Rocks anunciou que a banda iria se desmanchar. Monroe e McCoy concordam que eles "levaram a banda e o estilo musical o mais longe possível". Em Abril de 2009, o Hanoi Rocks tocou em oito shows de despedida com casa lotada, em seis dias no Tavastia Club, em Helsinki. O guitarrista Nasty Suicide foi um convidado especial em três dos últimos shows.

## Integrantes

### Membros mais recentes
- Michael Monroe - vocais, teclado, piano, saxofone, gaita, harpa (1979-1985, 2002-2009)
- Andy McCoy - guitarra solo, vocal de apoio (1980-1985, 2002-2009)
- Conny Bloom - guitarra (2004-2009)
- Andy Christell - baixo (2004-2009)
- George Atlagic - bateria (2008-2009)

### Membros antigos

#### Guitarras
- Nasty Suicide (1979-1985, participações especiais)
- Stefan Piesnack (1979-1980)
- Costello Hautamäki (2002-2004)

#### Baixo
- Nedo (1979-1980)
- Sami Yaffa (1980-1985, participações especiais)
- René Berg (1985)
- Timpa (2002-2004)

#### Bateria
- Peki Sirola (1979–1980)
- Gyp Casino (1980–1982)
- Razzle (1982–1984)
- Terry Chimes (1984–1985)
- Lacu (2002–2008)

## Discografia
- Bangkok Shocks, Saigon Shakes, Hanoi Rocks (1981)
- Oriental Beat (1982)
- Self Destruction Blues (1982)
- Back to Mystery City (1983) #87 Reino Unido
- Two Steps from the Move (1984) #28 Reino Unido #49 Japão
- Twelve Shots on the Rocks (2002) #5 Finlândia #27 Japão
- Another Hostile Takeover (2005) #5 Finlândia # 51 Japão
- Street Poetry (2007) #6 Finlândia #41 Suécia

## References
1. 1 2  Loudersound (16 de abril de 2019). «How to buy the very best of Hanoi Rocks». Consultado em 15 de dezembro de 2019
2. ↑  Allmusic. «Hanoi Rocks - Biography by Steve Huey». Consultado em 15 de dezembro de 2019
3. ↑  «Komodo Rock | Baterista Lacu deixará o Hanoi Rocks (em inglês)». Consultado em 22 de abril de 2009. Arquivado do original em 11 de dezembro de 2008